# Раудоникис, Альгимантас
Альгимантас Винцентас (Вицентович) Раудоникис (Algimantas Raudonikis) (30 января 1934, Каунас, Литовская Республика — 20 октября 2023, Тракай, Литва) — литовский композитор, народный артист Литовской ССР (1984).

## Биография
Учился в Шакынской начальной школе (1941—1943), Йонишкисской 1-й средней школе (1944—1952), Йонишкисской музыкальной школе, на экономическом факультете Вильнюсского университета (1952—1953), в музыкальной школе имени Юоза Таллат-Келпши в Вильнюсе (классы Антанаса Рачюнаса и Юргиса Гайжаускаса, теория музыки и композиция) (1953—1957), Литовской государственной консерватории (1957—1963, класс профессора Эдуарда Бальсиса).
Старший методист (1961—1962), художественный руководитель (1962—1965) и заведующий музыкальным отделом (1965—1967) Дворца народного искусства Литовской ССР.
В 1971—1978 годах преподаватель кафедры хореографии Клайпедского факультета Литовской государственной консерватории.
Написал свыше 700 музыкальных произведений, в том числе около 500 песен, более 100 танцев, десятки пьес для духового оркестра, фортепьяно, аккордеона, народных музыкальных инструментов, и несколько симфонических произведений. Основная область творчества — вокальная и танцевальная музыка: сольные и хоровые песни, музыка к вокально-хореографическим картинам.
Его песни исполняли многие известные вокалисты Литвы, в том числе Она Валюкявичюте, Неле Палтинене, Романас Мариёшюс.
С 1967 года Член Союза композиторов Литвы, несколько раз избирался в состав его Правления.
Был членом различных художественных советов и комиссий, председателем и членом жюри конкурсов и фестивалей.

## Награды
- Заслуженный артист Литовской ССР (1977).
- Народный артист Литовской ССР (1984).
- Офицер ордена Великого князя Литовского Гядиминаса (2004).
- Национальная премия Литвы по культуре и искусству (2014)

## Сочинения
- Раудоникис Альгимантас. И на душе светло: Эстрад. песни : для пения (хоры, голос соло, дуэты) в сопровожд. ф - п .] . - Вильнюс : Вага, 1985. 143 с. : портр. ; 29 см . На литов. яз.-  2 р. 40 к. 3 500 экз.
- Любимые глаза. — Вильнюс : Вага, 1970. — 8 с.
- Песни [Звукозапись] / исп.: Н. Щюкайте, пение; Лит. камерный оркестр, дирижер С. Сондецкис. — Москва: Мелодия, б.г. — 1 грп. : 33 об/мин, стерео; 30 см.
- Пьесы для фортепиано. — Вильнюс : Вага, 1968. — 7 с.
- Школьная сюита : Для духового оркестра. — Вильнюс : Вага, 1974. — 47 с. партит., 20 парт.
- И на душе светло : Эстрад. песни: Для пения (соло, ансамбль, хор) с сопровожд. ф.-п. — Вильнюс : Вага, 1985. — 143 с. : портр.
- Веселые музыканты : Для духового оркестра / Спецред. Э. Бразаускас. — Вильнюс : Вага, 1979. — 32 с. партит., 43 парт. (63 с. разд. паг.).
- Наши песни, Родина, тебе : Кантата для дет. и смешан. хора с сопровожд. ф.-п. / Zodziai Vytauto Barausko. — Вильнюс : Вага, 1973. — 24 с.
- Баллада о Советской Литве : Для хора и духового оркестра / Инструм. Б. Борисова. — Вильнюс, 1980. — 13 с.